# Хатанака (лунный кратер)
Кратер Хатанака (лат. Hatanaka) — крупный ударный кратер в северном полушарии обратной стороны Луны. Название присвоено в честь японского астрофизика Такэо Хатанака (1914—1963)  и утверждено Международным астрономическим союзом в 1970 г. 

## Описание кратера

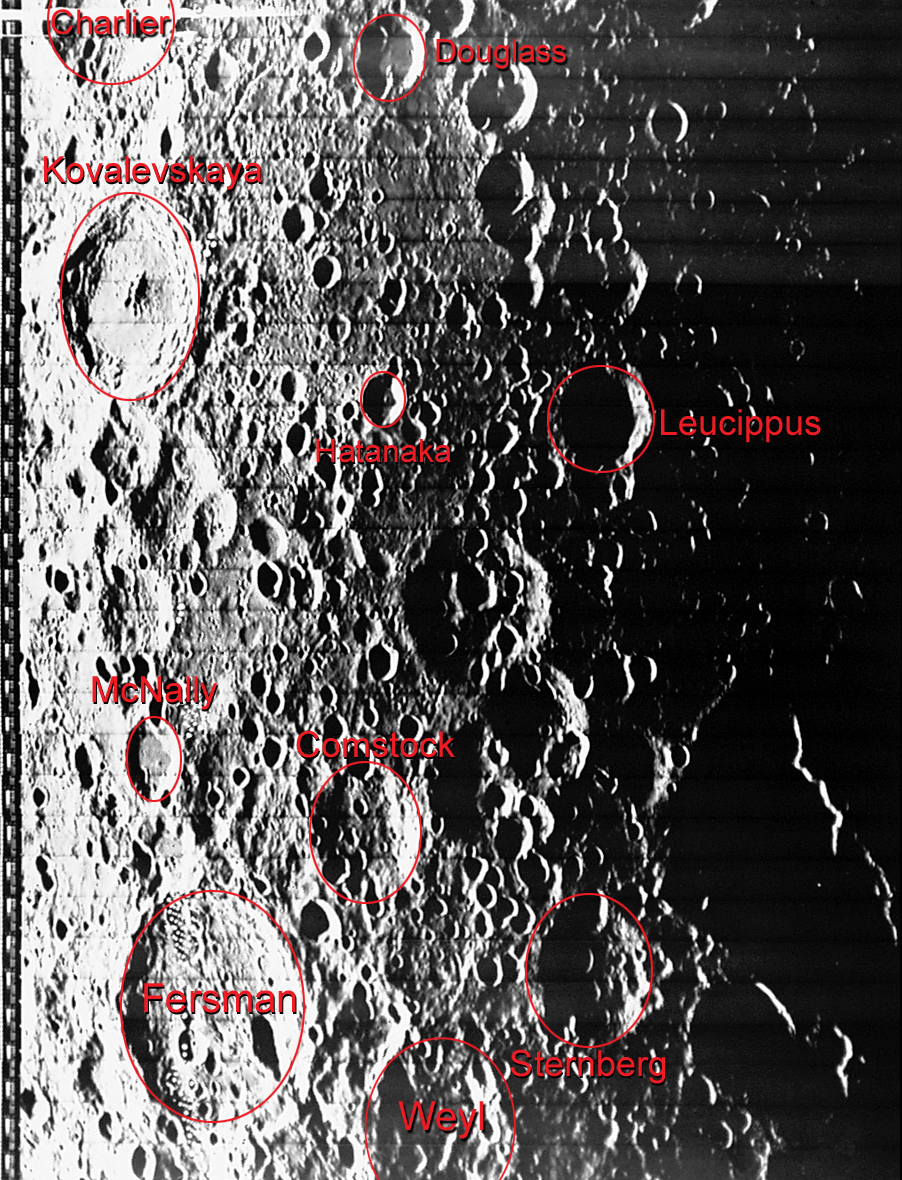
Окрестности кратера Хатанака. Снимок зонда Lunar Orbiter -IV.

Ближайшими соседями кратера являются кратер Ковалевская на западе; кратер Дуглас на севере; кратер Левкипп на востоке; кратер Комсток на юге и кратер Мак-Нелли на юго-западе. Селенографические координаты центра кратера 29°20′ с. ш. 121°55′ з. д. / 29,33° с. ш. 121,92° з. д., диаметр 30,2 км, глубина 1,9 км
Кратер Хатанака имеет циркулярную форму и умеренно разрушен. Вал сглажен, северная часть вала перекрыта парой маленьких кратеров. Внутренний склон вала с полкой в южной части, гладкий в северной. Дно чаши относительно ровное, без приметных структур.

## Сателлитные кратеры

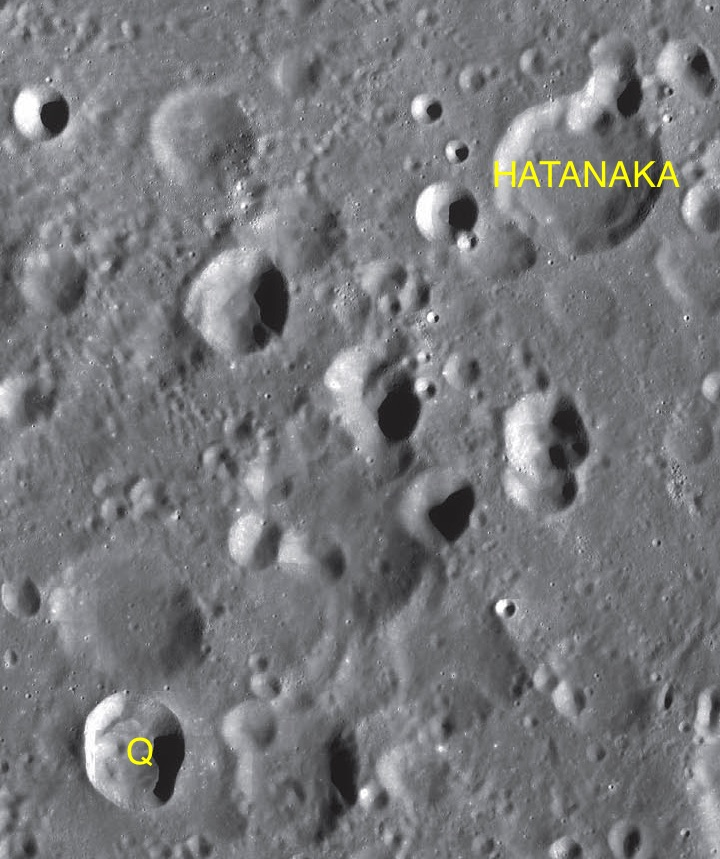
Фрагмент карты LAC-53.

| Хатанака | Координаты                                              | Диаметр, км |
| -------- | ------------------------------------------------------- | ----------- |
| Q        | 25°59′ с. ш. 124°40′ з. д. / 25,99° с. ш. 124,66° з. д. | 20,1        |

## См.также
- Список кратеров на Луне
- Лунный кратер
- Морфологический каталог кратеров Луны
- Планетная номенклатура
- Селенография
- Минералогия Луны
- Геология Луны
- Поздняя тяжёлая бомбардировка